# Show No Mercy
Show No Mercy is het debuutalbum van de thrashmetalband Slayer. Het album werd op 3 december 1983 uitgebracht bij Metal Blade Records. 

## Tracklist
1. "Evil Has No Boundaries"
2. "The Antichrist"
3. "Die by the Sword"
4. "Fight Till Death"
5. "Metal Storm/Face the Slayer"
6. "Black Magic"
7. "Tormentor"
8. "The Final Command"
9. "Crionics"
10. "Show No Mercy"

## Leden
- Tom Araya – zang en basgitaar
- Jeff Hanneman – gitaar
- Kerry King – gitaar
- Dave Lombardo – drums